# Kazuma Kaya
Kazuma Kaya (en japonés: 萱和磨, Kaya Kazuma; Tokio, 19 de noviembre de 1996) es un deportista japonés que compite en gimnasia artística.
Participó en dos Juegos Olímpicos de Verano, obteniendo tres medallas, dos en Tokio 2020, plata en la prueba por equipos (junto con Daiki Hashimoto, Takeru Kitazono y Wataru Tanigawa) y bronce en el caballo con arcos, y una de oro en París 2024 por equipos (con Daiki Hashimoto, Shinnosuke Oka, Takaaki Sugino y Wataru Tanigawa).
Ganó siete medallas en el Campeonato Mundial de Gimnasia Artística entre los años 2015 y 2023.

## Palmarés internacional
| Juegos Olímpicos   | Juegos Olímpicos      | Juegos Olímpicos  | Juegos Olímpicos     |
| Año                | Lugar                 | Medalla           | Prueba               |
| ------------------ | --------------------- | ----------------- | -------------------- |
| 2020               | Tokio (Japón)         | Medalla de plata  | Concurso por equipos |
| 2020               | Tokio (Japón)         | Medalla de bronce | Caballo con arcos    |
| 2024               | París (Francia)       | Medalla de oro    | Concurso por equipos |
| Campeonato Mundial |                       |                   |                      |
| Año                | Lugar                 | Medalla           | Prueba               |
| 2015               | Glasgow (Reino Unido) | Medalla de oro    | Concurso por equipos |
| 2015               | Glasgow (Reino Unido) | Medalla de bronce | Caballo con arcos    |
| 2018               | Doha (Catar)          | Medalla de bronce | Concurso por equipos |
| 2019               | Stuttgart (Alemania)  | Medalla de bronce | Paralelas            |
| 2019               | Stuttgart (Alemania)  | Medalla de bronce | Concurso por equipos |
| 2021               | Kitakyushu (Japón)    | Medalla de plata  | Caballo con arcos    |
| 2023               | Amberes (Bélgica)     | Medalla de oro    | Concurso por equipos |